# Märchenwald

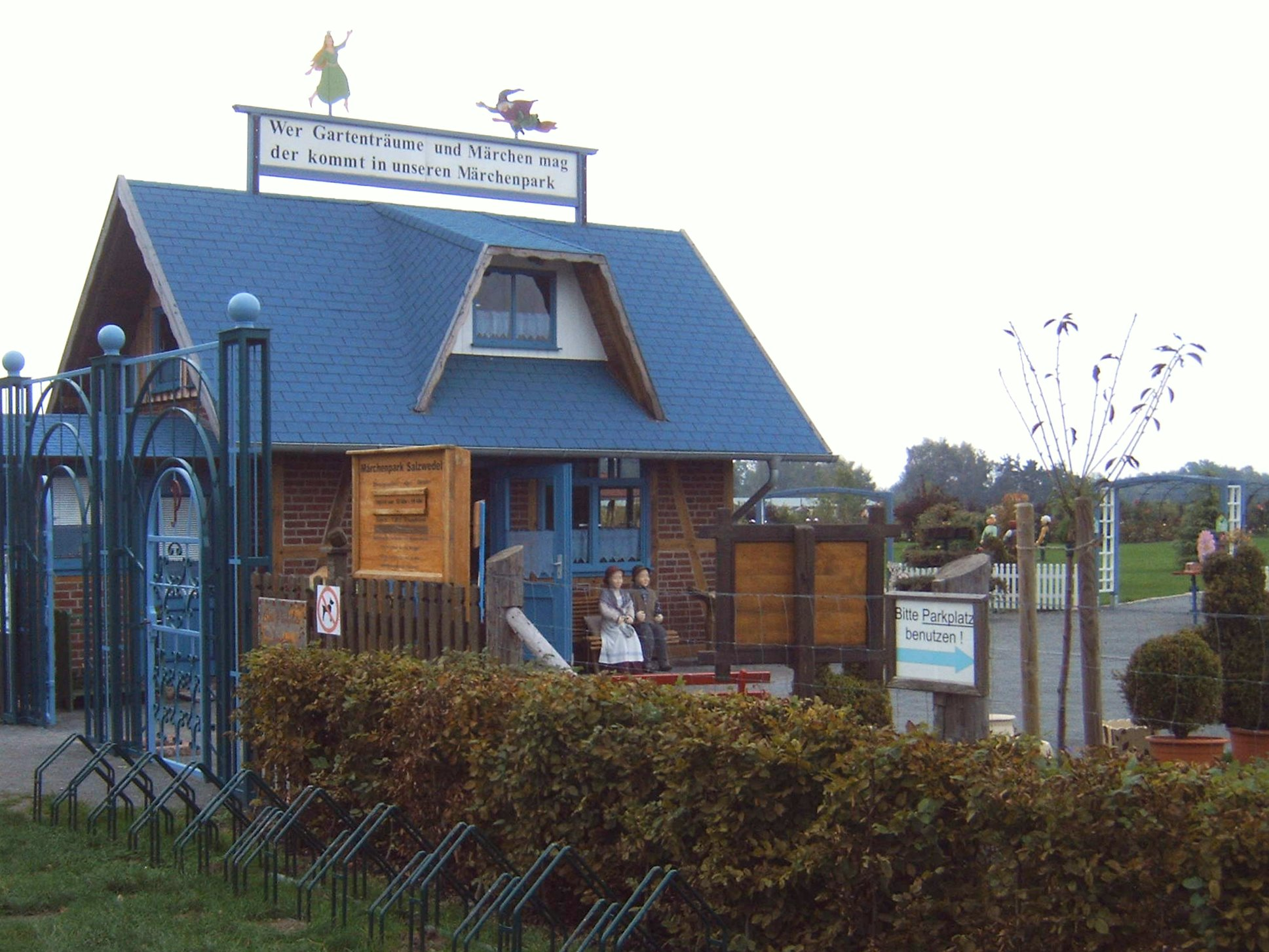
Märchenpark Salzwedel

Ein Märchenwald, auch Märchenpark, ist eine Freizeitanlage in der Art eines Themenparks, in der Szenen aus Märchen dargestellt sind.

## Beschreibung

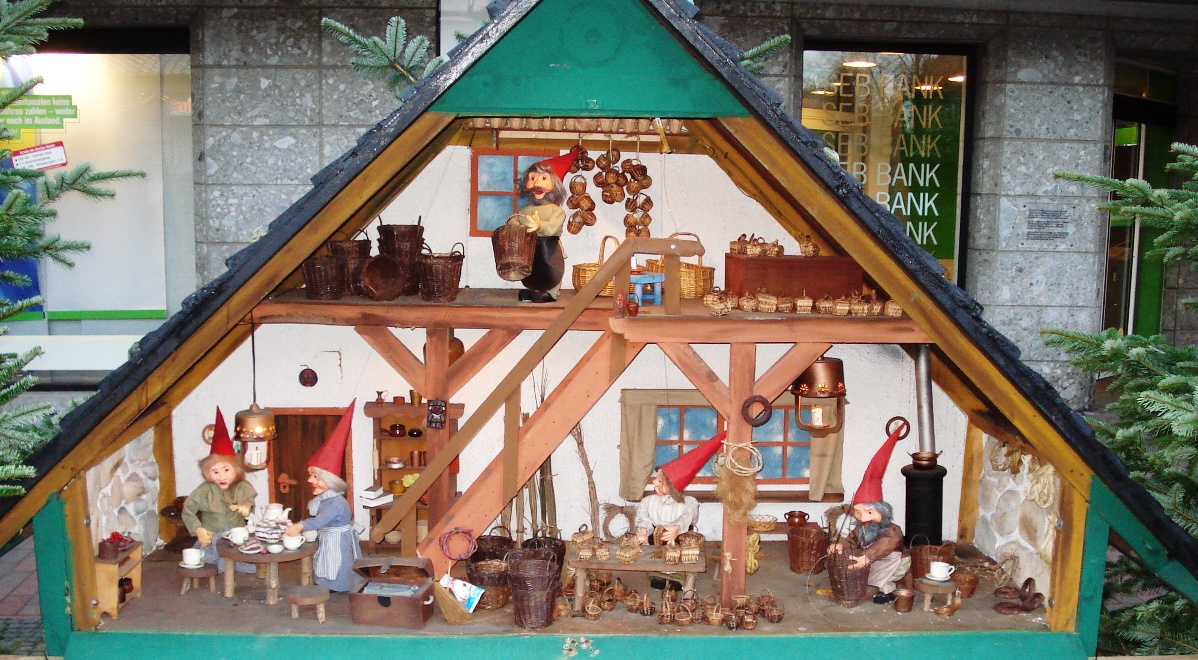
Beispiel für einen saisonalen Märchenwald – Häuschen im Zwergenwald (in Bad Schwartau)

Gruppen von häufig lebensgroßen, oft mechanisch bewegten Wachs- oder Polyester-Figuren werden in einem modellierten Umfeld vor gemaltem Hintergrund in Märchenhäusern nach Art von Dioramen gezeigt. Dazu wird in der Regel das entsprechende Märchen durch Audiomedien vorgespielt. Besonders beliebt sind die Märchen der Brüder Grimm, aber auch die Bildergeschichten von Max und Moritz nach Wilhelm Busch.
In Verbindung mit Haustieren werden solche Anlagen auch als Märchenzoo geführt. In Zwergenwäldern gehen Zwerge oder Wichtel ihrem Leben und ihren verschiedenen Berufen nach. Anlagen dieser Art gibt es in Bad Schwartau oder in St. Wendel. Auch der Märchenwald in Bad Harzburg verfügt über einen Streichelzoo.
Saisonal gibt es in der Adventszeit zahlreiche Märchenwälder als künstlerisches oder kulturelles Rahmenprogramm auf Weihnachtsmärkten. Diese Figurengruppen sind in der Regel in kleinen Verschlägen untergebracht und von Tannenbäumen umgeben, so dass der Eindruck eines Waldes entsteht.

## Geschichte
Der nur mit Wasserkraft betriebene Märchenwald in Wünschendorf in Thüringen, der seit 1927 besteht, ist wohl der älteste noch bestehende Märchenwald in Deutschland und mit 18 Szenen auch einer der größten. Der Märchenwald Altenberg in Altenberg im Bergischen Land (seit 1931, über 20 Szenen) hat unter anderem eine manuell bespielte Wasserorgel in der Gebrüder-Grimm-Ehrenhalle. Das Phantasialand, heute einer der größten deutschen Freizeitparks, war 1967 mit einem Märchenwald gegründet worden. Die Märchenhäuser wurden 2007/08 abgerissen. Vor allem kleinere Anlagen, wie zum Beispiel der Märchenwald im Freizeitpark Bell im abgeschiedenen Hunsrück, konnten sich dagegen erhalten. Der Europa-Park in Rust hat 2011 den Märchenwald mit Dornröschen-Schloss, Grimm-Bibliothek, Hexenhaus, Märchengalerie und Wichtelhausen neu gestaltet. Auch das Plopsaland Deutschland in Haßloch geht auf einen Märchenwald zurück.
Der Märchengrund in Bad Sachsa besteht seit 1910 und ist der erste Märchenwald Deutschlands. Er wurde vom Kunstmaler Gustav Schaub gegründet.

## Literarische Fiktion
Märchenwald wird auch die fiktive Welt genannt, die als Ort der Geschichten der Kindersendung Unser Sandmännchen dient. Bekannte Figuren, die den Märchenwald bewohnen, sind Fuchs und Elster sowie Pittiplatsch und Schnatterinchen.

## Weitere Märchenwälder

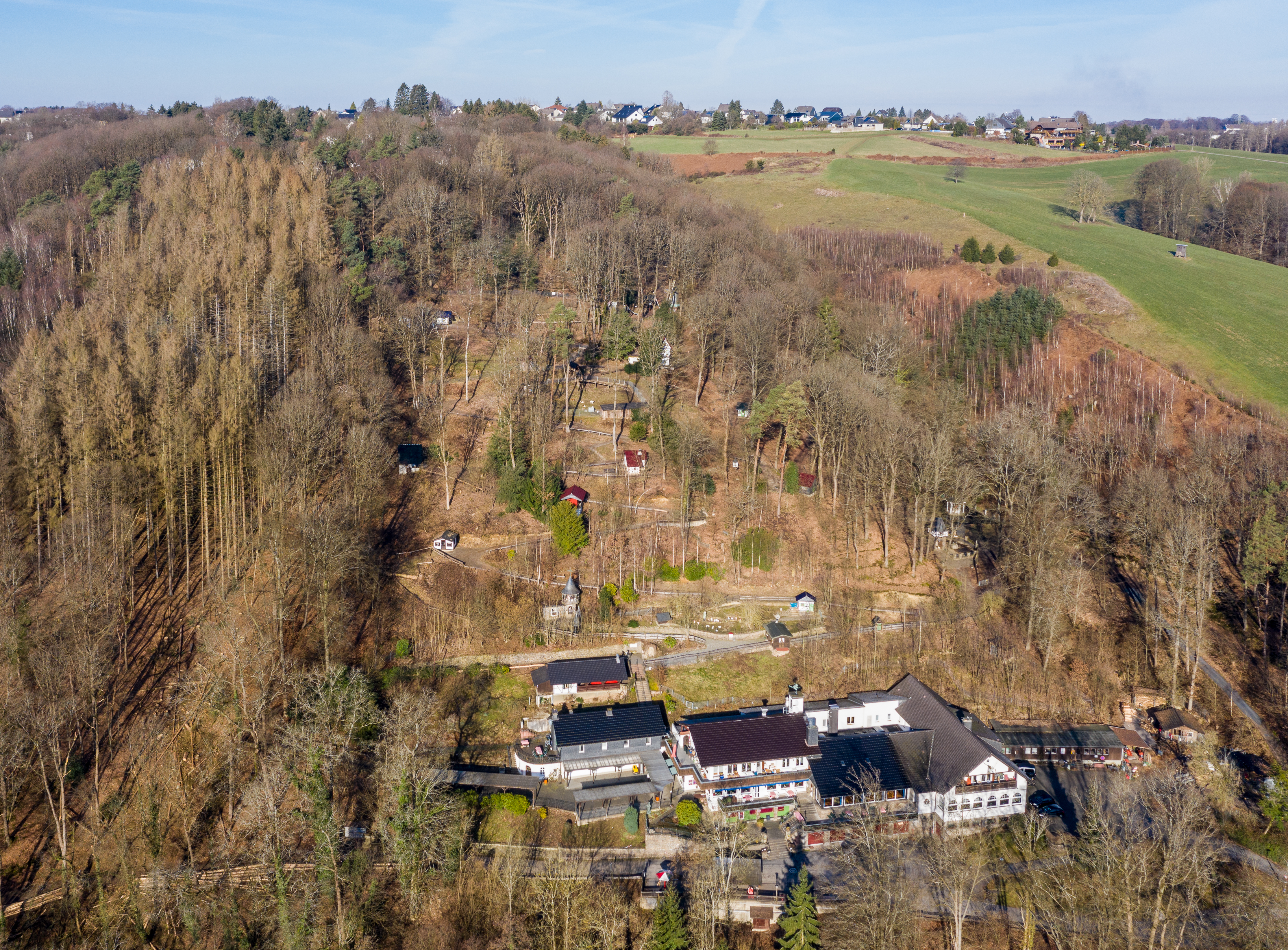
Luftaufnahme vom Märchenwald in Altenberg (Bergisches Land)

- Märchengrund Bad Sachsa in Niedersachsen (der älteste Märchenpark Deutschlands, 1910 errichtet)
- Märchenwald Bad Harzburg in Niedersachsen[10]
- Freizeitpark Sommer-Rodelbahn Ibbenbüren mit Märchenwald (1958 gegründet)[11]
- Märchenpark Neusiedlersee in Sankt Margarethen im Burgenland
- Märchenpark Salzwedel in Sachsen-Anhalt
- Märchenwald Altenberg in Nordrhein-Westfalen
- Märchen-Erlebnispark Marquartstein in Bayern
- ehemaliger Märchenhain Niederheimbach in Rheinland-Pfalz
- Märchengarten im Blühenden Barock in Ludwigsburg, Baden-Württemberg
- Märchenpark Vilnius in Litauen
- Märchenwald der Villa Lilly in Bad Schwalbach (ältester Deutschlands gewesen, entstand um 1900 und existierte bis 1945)
- Märchenhain Bad Münster am Stein gegründet 1927
- Taunus Wunderland entstand als Märchenwald Anfang der 1960er Jahre, Figuren seit 2013 verschollen
- Märchenwald im Wild- und Freizeitpark Willingen, Hessen[12]
- Freizeitpark Märchenwald im Isartal Wolfratshausen, gegründet 1968[13]
- Märchengarten Bernburg (Saale)